# Autobahn Country Club
Autobahn Country Club är en amerikansk racerbana belägen i Joliet, Illinois, bara fem kilometer fågelvägen från Chicagoland Speedway.

## Banbeskrivning
Banan är 5,73 kilometer lång och har en kurvig design, med flera kortslingor. Dess största evenemang var Atlantic Championship med supportklasser, som kom till banan för första gången 2009. Banan är tillgänglig för uthyrning och används av bland annat Sports Car Club of America och National Auto Sports Association.